# آنتز
در کالبدشناسی، به بافت همبند میان زردپی یا رباط و استخوان، آنتز یا درون‌هِشت (انگلیسی: Enthesis) گفته می‌شود.دو گونه درون‌هشت وجود دارد یکی آنتز لیفی (فیبری) و دیگری لیفی‌غضروفی (fibrocartilaginous). حالت برافروختگی درون‌هشت را آنتزیت یا التهاب درون‌هشت (Enthesitis) می‌گویند.